# Billardiera heterophylla
Billardiera heterophylla är en tvåhjärtbladig växtart som först beskrevs av John Lindley, och fick sitt nu gällande namn av L.W.Cayzer och Crisp. Billardiera heterophylla ingår i släktet Billardiera och familjen Pittosporaceae. Inga underarter finns listade.

## Bildgalleri

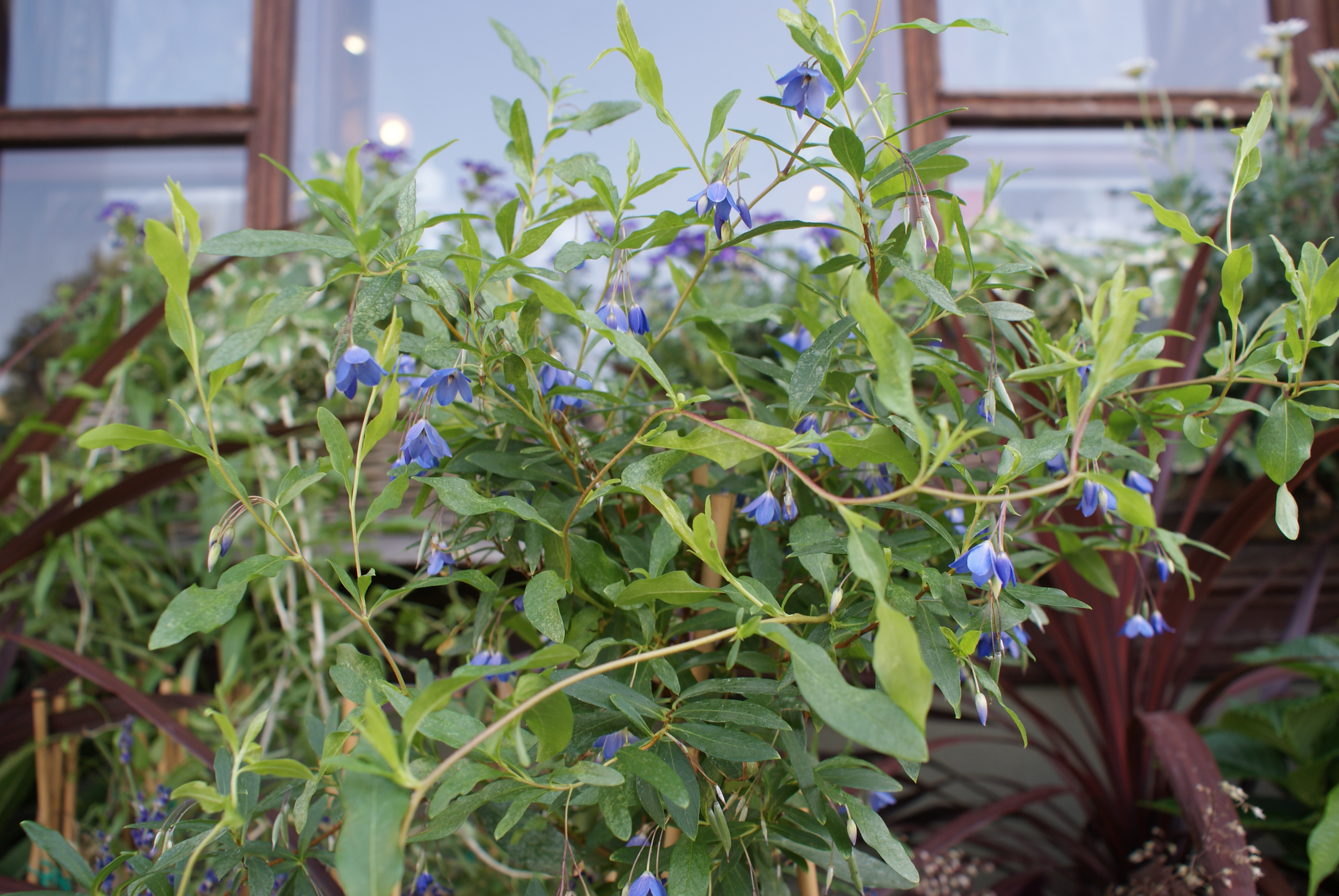
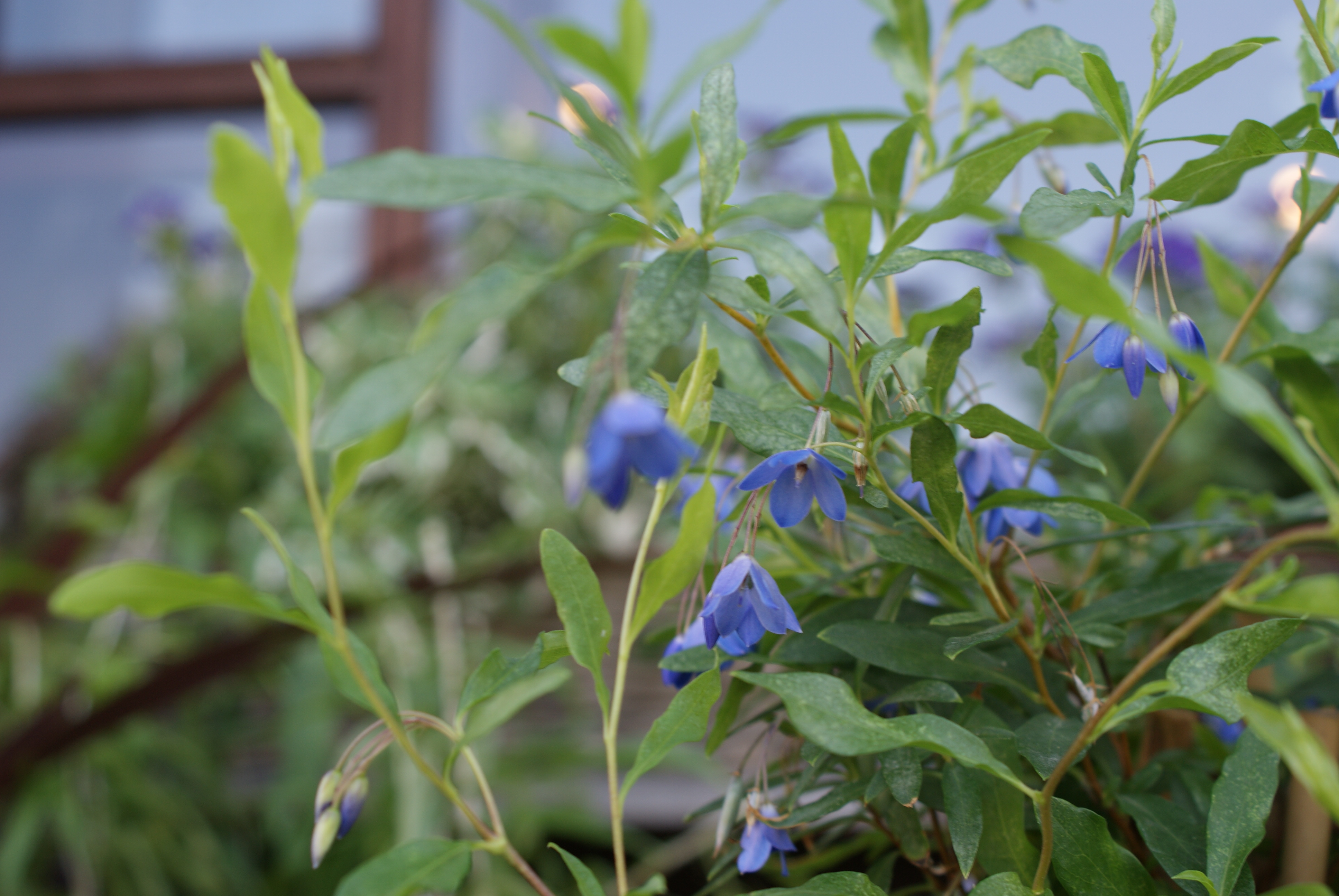
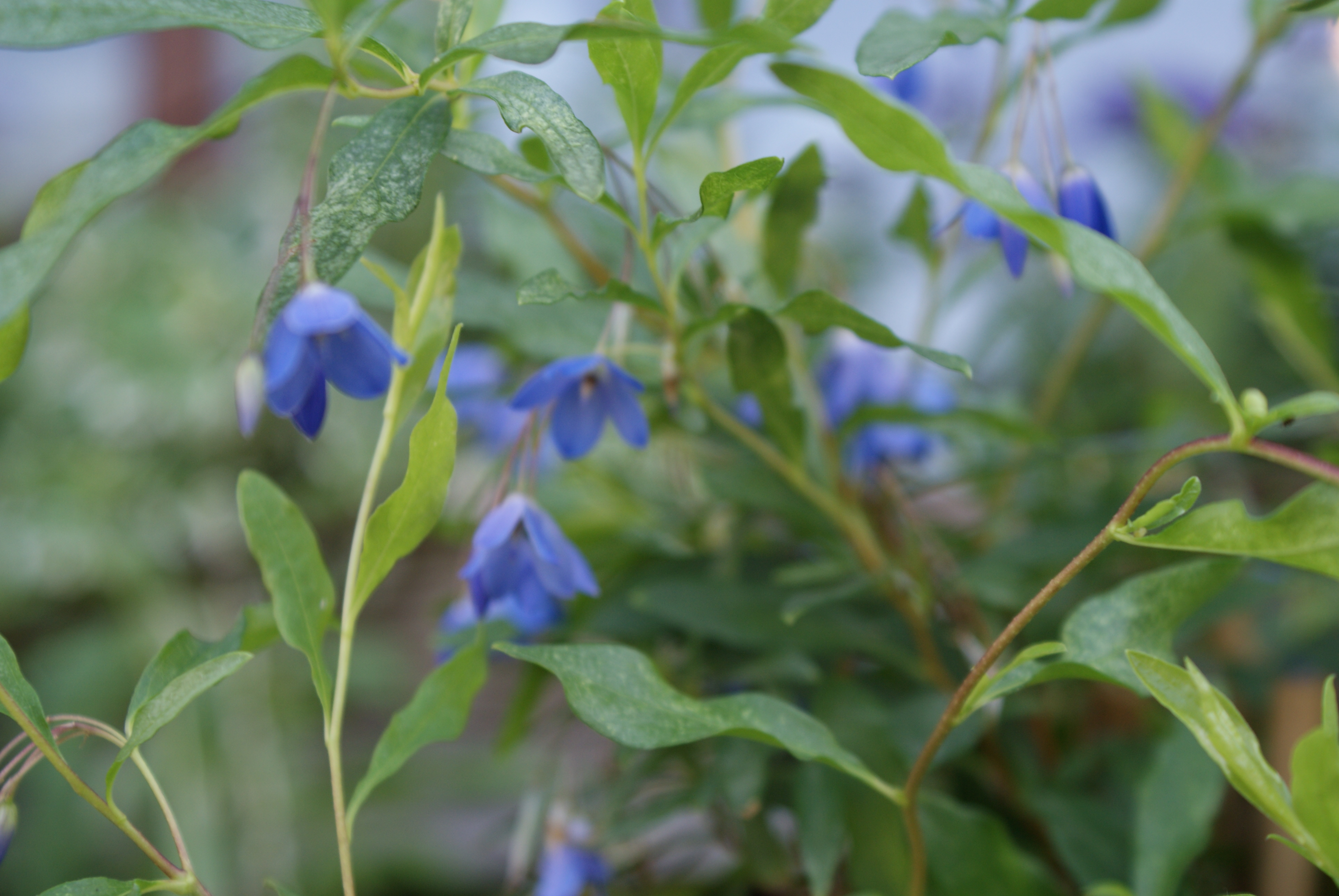
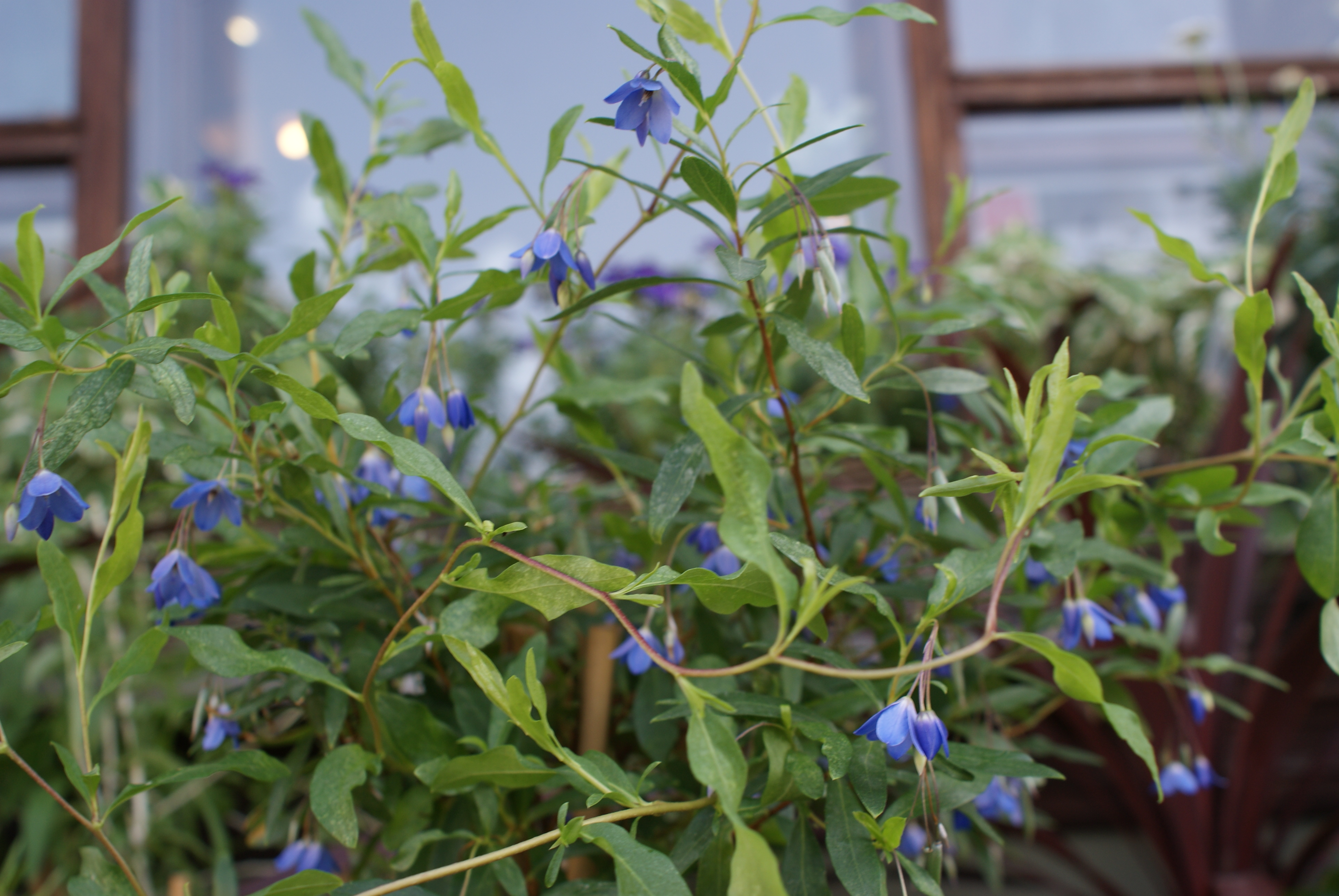
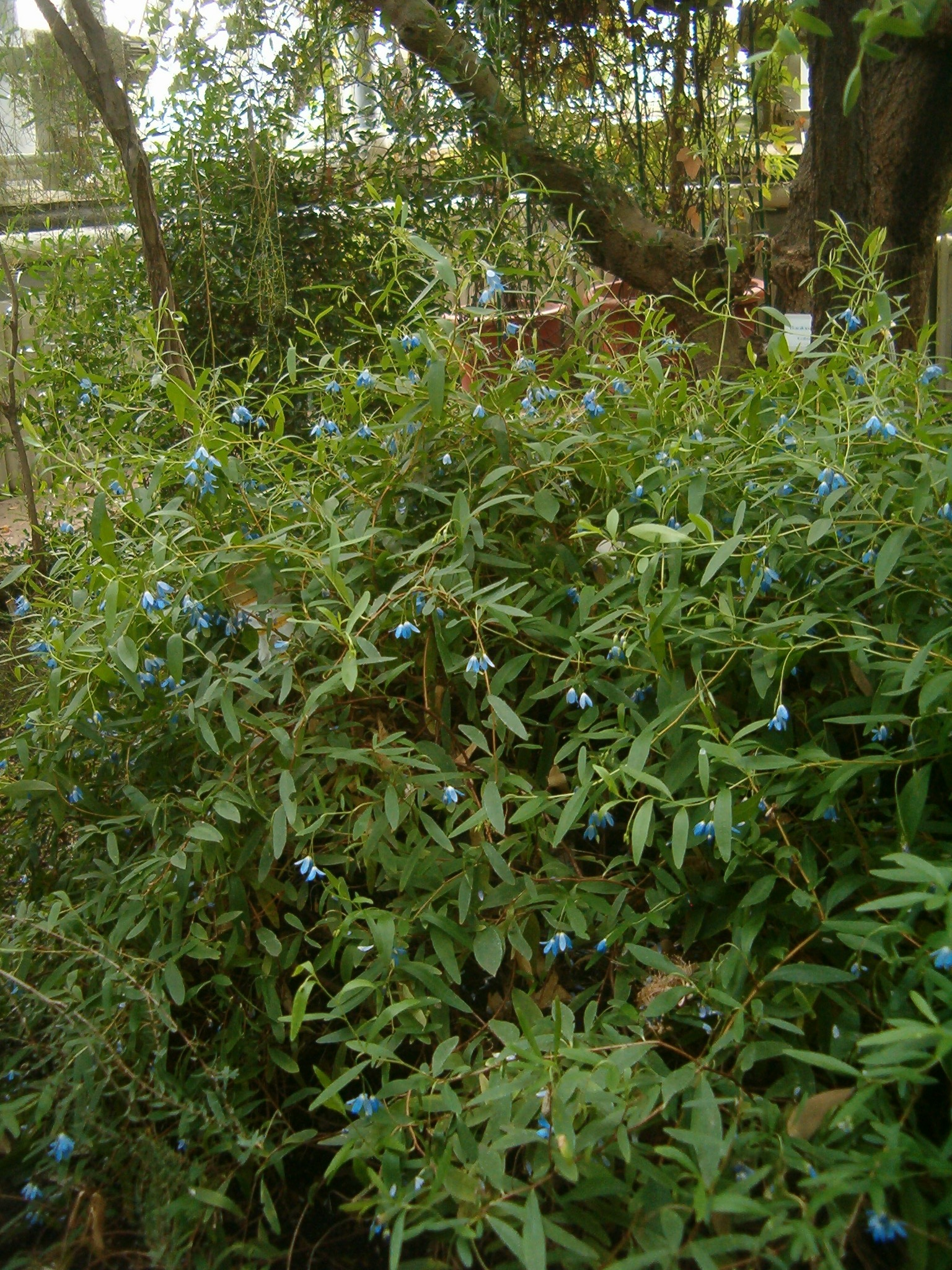
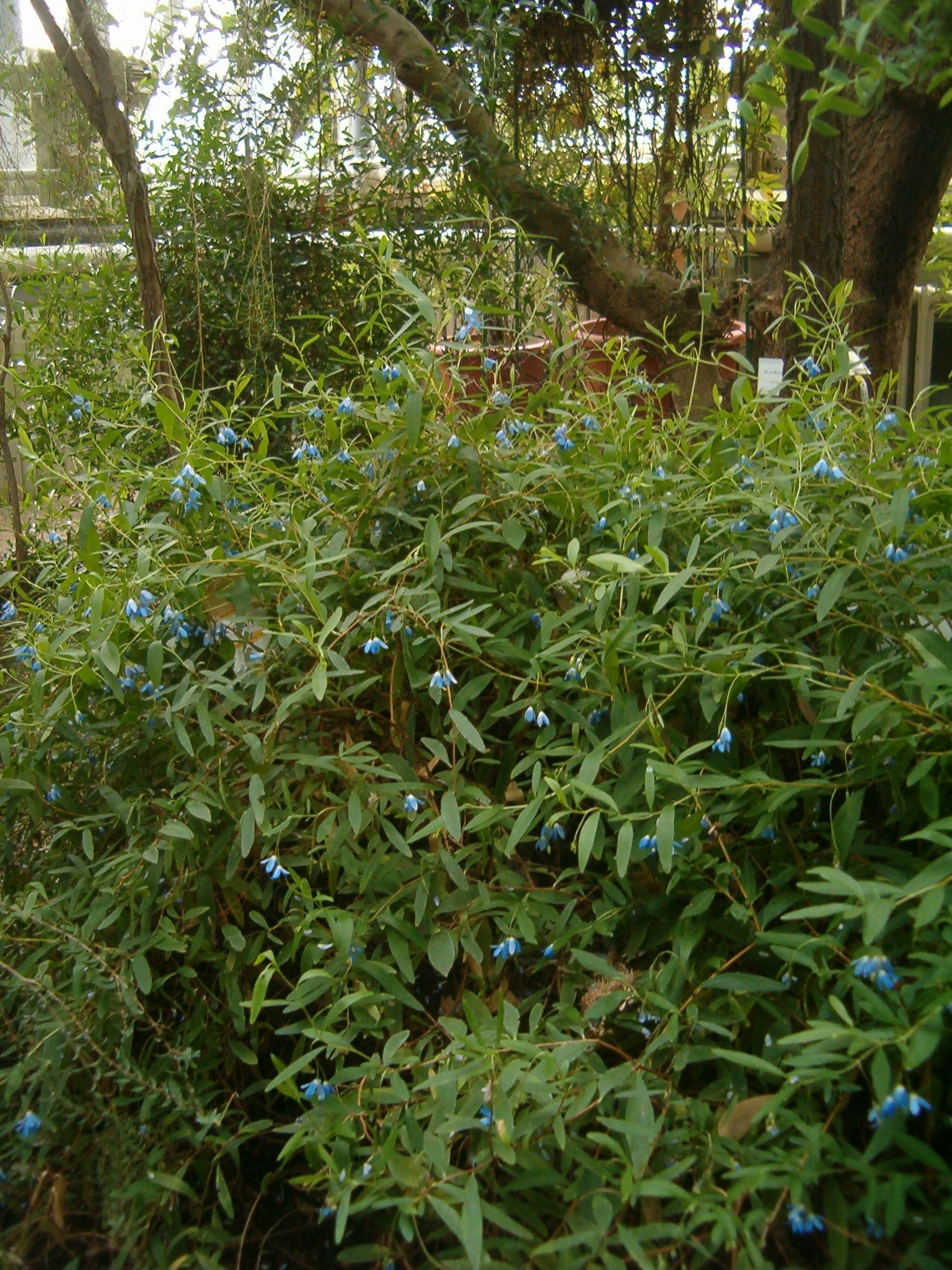